# Azawad
Azawad (arabul: دولة أزواد المستقلة Daulat Azavád al-Musztakilla, franciául État indépendant de l’Azawad) egy de facto állam volt, mely Malitól való függetlenségét 2012. április 6-án kiáltotta ki a magát Azawadi Nemzeti Felszabadító Mozgalom néven nevező tuareg lázadószervezet. Az állam kikiáltására egy januárban kitört felkelés keretében került sor, melynek során a lázadó fegyveresek megszállták a teljes Azawad-régiót (Mali északi része). Helyzetüket jelentős mértékben megkönnyítette, hogy időközben, március 21-én Mali fővárosában, Bamakóban katonai puccs zajlott le, ami tovább növelte a zűrzavart az ország területén.
Április 6-án a függetlenség kikiáltására előbb a lázadószervezet internetes oldalán, később pedig hivatalosan is sor került, azonban a terület függetlenségét egy ország sem ismerte el, majd 2012 decemberében a konfliktus rendezése érdekében a lázadók elismerték Mali területi egységét.

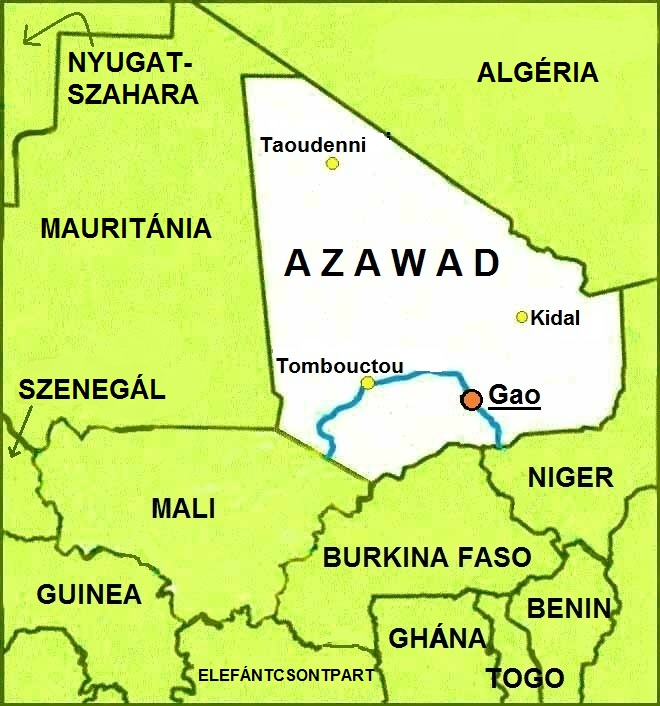
Azawad térképe

## Nevének eredete
Azawad neve a berber Azawagh helynévből ered, ez a folyóvölgy nevét jelöli Niger nyugati, Mali északkeleti és Algéria déli részén. A nyelvészek szerint az Azawagh szó a transzhumációs állattartásra utal.

## Történelme

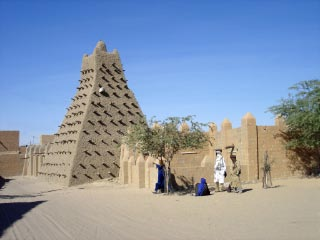
A Sankore-mecset Timbuktuban, melyet az Anszar-Dín fegyveresei 2012-ben leromboltak.

Az első jelentősebb települések a 9. - 10. században jöttek létre a területen. Ezeknek egy részét - mint például Timbuktu - a tuaregek, más városokat pedig más népek, pl. a szongaiak alapították, mint például Gaót, Azawad jelenlegi fővárosát. A 14. században a térség a Mali Birodalom része lett, annak a meggyengülése után azonban Timbuktu és környéke gyakorlatilag autonóm terület lett. A 15. században a Gao székhelyű Szongáj Birodalom felemelkedést követően Timbuktu is elvesztette önállóságát, azonban a szongai szultánok felismerték a város stratégiai fontosságát, így jelentős mértékben támogatták fejlődését, ennek köszönhetően nemsokára a térség legjelentősebb kereskedelmi központjává nőtte ki magát. Az észak-afrikai arab kereskedők a városba sót, ruhát és lovakat szállítottak, cserébe a Szaharától délre fekvő területekről származó aranyat és rabszolgákat kaptak.
A 16. század végére a Szongai Birodalom mély anarchiába süllyedt, így már nem tudott ellenállni a Marokkói Szultanátus támadásának, akik 1591-ben a tondibi csatában megverték a szongai sereget és elfoglalták a fővárost, Gao-t. A terület ezt követően marokkói uralom alatt volt, egészen 1893-ig, amikor francia gyarmat lett. A terület a Francia Szudán (Soudan Français) részének számított, míg 1899-ben a gyarmat adminisztratív felosztását nem módosították, ekkor Senegambia et Niger részévé vált. 1920-ban a francia hatóságok újra létrehozták Francia Szudánt, amely egészen a gyarmatbirodalom felbomlásáig fennmaradt.
1958-ban a területet a frissen autonómiát kapott Malihoz csatolták, ez 1960-ban kinyilvánította függetlenségét Franciaországtól. Az azawadi és nigeri tuareg lakosság azonban szintén saját államot szeretett volna alapítani, így a függetlenség kikiáltása után nem sokkal, 1962-ben fellázadtak a mali uralom ellen, a mali hadsereg azonban a felkelést 1964-re elfojtotta. 1990-ben újabb felkelés tört ki Maliban és Nigerben egyszerre, azonban egyik fél sem tudott végső csapást mérni az ellenfelére, így végül 1995-ben békeszerződést kötöttek, ebben a nigeri és mali kormány garantálta, hogy a tuaregek képviselői részt vehetnek az ország politikai életében és a lázadók egy részének megengedik a katonáskodást az országok hadseregében. Az országok kormányai azonban nem tartották be maradéktalanul az egyezményt, így 2007-ben újabb felkelés tört ki, az ezt lezáró 2009-es békeszerződésben Mali kormánya megerősítette az 1995-ös egyezményt, míg Nigerben tűzszünetre és általános amnesztiára került sor.

### A 2012-es felkelés és a függetlenség kikiáltása

A 2012-es felkelés főbb helyszínei.

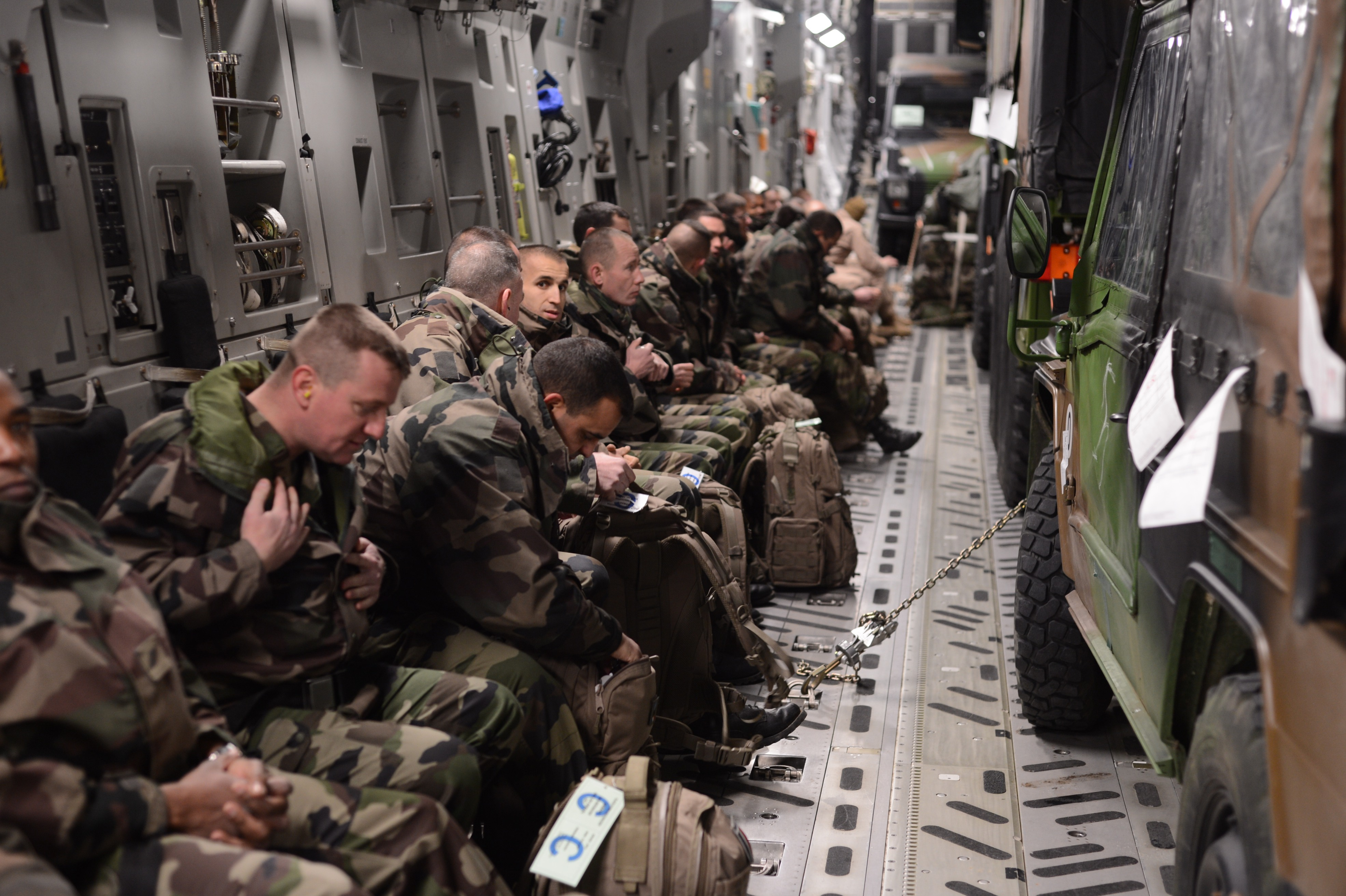
Francia katonák úton Maliba

A 2011-es első líbiai polgárháború idején az azawadi tuaregek nagy része Moammer Kadhafi mellett harcolt zsoldosként. Miután vereséget szenvedtek, hazatértek, de a Líbiából hozott fegyvereikkel 2012. január 17-én támadást indítottak a Mali kormány ellen, Azawad függetlenségének kivívása céljából. A lázadók helyzetét jelentős mértékben megkönnyítette, hogy időközben, március 21-én Bamakóban a hadsereg parancsnokainak egy része puccsot hajtott végre Amadou Toumani Touré elnök ellen. A zűrzavaros helyzetben a tuareg lázadók bevették Kidalt és Gaót, majd április 1-jén Timbuktut, április 6-án pedig a bamakói anarchikus helyzetre hivatkozva kikiáltották Azawad függetlenségét.
A proklamáció nem aratott osztatlan lelkesedést sem Afrikában, sem a nagyvilágban. A nyugat-afrikai országokat tömörítő ECOWAS szövetség nagyarányú csapatösszevonásba kezdett a terület visszahódítása céljából. A francia kormány szintén támogatásáról biztosította a koalíciót és kijelentette, hogy ha szükséges logisztikailag is támogatja a hadműveletet.
Május 27-én a két függetlenségi szervezetnek az Al-Kaida afrikai szárnyával szoros kapcsolatokat ápoló Anszar Dín és a MNLA szövetségre lépett egymással és kijelentették, hogy az új ország törvénykezését a saría (iszlám törvénykezés) alapján fogják létrehozni. Ennek ellenére azonban a két szervezet nyílt fegyveres összecsapásba bonyolódott egymással, ennek eredményeként június 27-re az "ország" legjelentősebb városai az Anszar Dín irányítása alá kerültek, akik leromboltak több, az UNESCO által világörökségnek tekintett műemléket, többek között a Timbuktu jelképének számító Sankore-mecsetet is.
Mikor az iszlamista lázadók 2013 januárjában további előrenyomulásba kezdtek a déli területek irányába, január 11-én a francia hadsereg a mali kormány megsegítésére megkezdte a Szervál hadműveletet, melynek keretében január végére a térség összes jelentősebb települése a mali-francia csapatok kezére került. Az intervenció támogatására időközben az ECOWAS is küldött 5000 illetve Csád 2000 katonát. A tuareg lázadók is az intervenciós csapatok oldalára álltak a konfliktusban, sőt az azawadi függetlenségi kiáltványt is visszavonták, hitet téve Mali területi integritása mellett. Az iszlamista lázadók ellenállása azonban a terület északi részének hegyvidékén továbbra is folytatódik, sőt februárban sor került az első pokolgépes merényletekre is a frissen visszafoglalt területeken.

### Külföldi reakciók
- Az Afrikai Unió az azawadi függetlenségi nyilatkozatot érvénytelennek nyilvánította és felszólította a világ országait, hogy hasonló módon ítéljék el azt.
- - Catherine Ashton, az Európai Unió külügyi és biztonságpolitikai főképviselője („külügyminisztere”) kijelentette, hogy a szervezet tiszteletben tartja Mali területi integritását.
- Algéria - Az algériai külügyminiszter kinyilvánította, hogy az ország soha nem fogja elismerni Azawad függetlenségét, de ugyanakkor elutasította a külföldi intervenciót is és kifejezte abbéli reményét, hogy a konfliktust sikerül párbeszéd útján rendezni.
- Kanada - A kanadai külügyminiszter helyettese kinyilvánította országa álláspontját, ami szerint teljes mértékben ellenzik a terület függetlenségét.
- Oroszország - Mihail Margelov külügyminiszter-helyettes országa nevében elutasította Azawad függetlenségét, fölöslegesnek nevezve a függetlenségi nyilatkozatot, valamint kifejezte Mali területi integritásának a szükségességét.
- USA - Patrick Ventrell kormányszóvivő országa nevében szintén a függetlenség ellen foglalt állást, kijelentve, hogy az azawadi függetlenségi nyilatkozat a Mali krízis erősödését okozza.
- Franciaország - Gérard Longuet védelmi miniszter szerint Franciaország nem fogja elismerni a terület függetlenségét annál is kevésbé, mivel egy afrikai ország sem hajlandó ezt megtenni. Franciaország elkötelezett Mali területi integritása mellett és a francia hadsereg hajlandó akár logisztikai támogatásban is részesíteni a tuareg lázadók ellen harcoló haderőt.
- Spanyolország - José Manuel García-Margallo spanyol külügyminiszter kijelentette, hogy országa támogatja akár a katonai beavatkozást is Azawad területén.
- Niger - Tandja Mamadou elnök kijelentette, hogy országa készen áll egy intervencióra Mali északi részén.
- Guinea - Alpha Condé köztársasági elnök a timbuktui műemlékrombolást követően kijelentette, hogy nem is kérdéses, országa bármikor háborúba vonul "a tuaregek és a többi terrorista csoport ellen".[4]

## Földrajza
Megközelítőleg i.e. 6500 évvel a jelenlegi Azawad területét teljes egészében mocsarak és nagy kiterjedésű tavak tették ki, amelyeket fokozatosan feltöltött a Niger-folyó. A terület i.e. 3500 táján kezdett el kiszáradni, ennek köszönhető, hogy Azawad területét jelenleg teljes egészében sivatagok és - főként a Niger mentén - félsivatagok borítják (Száhil öv).

## Népesség
A terület népsűrűsége a 2009-es mali népszámlálás szerint 1,5 fő/km2. Szintén az ekkori népszámlálás szerint a terület lakossága megközelítőleg 1,3 millió fő volt, a tuareg felkelés kitörése óta azonban legkevesebb 250 000 lakos elhagyta a térséget.
Etnikai szempontból a térség hagyományosan tuareg többségű, de a szongaiak és fulaniak is jelentős részét teszik ki a lakosságnak. Gao, Kidal és Timbuktu városokban a mali hatalom által betelepített bambarák is élnek. Azawad fővárosa, Gao hagyományosan szongai többségű település, de nagy számban élnek itt tuaregek is.
Vallási szempontból a lakosság döntő többsége szunnita muszlim. Timbuktuban a felkelést megelőzően pár száz fős keresztény közösség is élt, a város tuareg kézre kerülését követően azonban többségük délre menekült.
Azawad lakossága Mali legszegényebbjei közé tartozott. A lakosság nagyrészt pásztorkodással, illetve kisebb arányban növénytermesztéssel foglalkozik, habár a Száhel-övezet termőföldje erre nem igazán alkalmas.